# Regina (Új-Mexikó)
Regina város Új-Mexikó északi részén, Sandoval megye legészakibb területén. Népessége 2000-ben 99.

## Demográfia
A 2002-es népszámlálás szerint 99 ember és 32 család lakott Reginában. Népsűrűsége 5,3 fő/km².
1. ↑  2020. évi népszámlálás az Egyesült Államokban. 2020. évi népszámlálás az Egyesült Államokban . (Hozzáférés: 2022. január 1.)